# غرايم بيرسون
غرايم بيرسون (بالإنجليزية: Graeme Pearson)‏ هو سياسي بريطاني، ولد في 1 أبريل 1950. حزبياً، نشط في حزب العمال الاسكوتلندي ‏ وحزب العمال. وقد في الانتخابات النيابية العمومية الاسكتلندية 2011 ‏، انتخب عضو البرلمان الاسكتلندي الرابع ‏ عن دائرة اسكتلندا الجنوبية ‏ وقد انضم خلال فترته النيابية ‏ (5 مايو 2011 – 24 مارس 2016) للكتلة البرلمانية حزب العمال الاسكوتلندي ‏.